# (500284) 2012 PB16
(500284) 2012 PB16 es un asteroide que forma parte del cinturón interior de asteroides, descubierto el 7 de febrero de 2006 por el equipo del Spacewatch desde el Observatorio Nacional de Kitt Peak, Arizona, Estados Unidos.

## Designación y nombre
Designado provisionalmente como 2012 PB16.

## Características orbitales
2012 PB16 está situado a una distancia media del Sol de 1,866 ua, pudiendo alejarse hasta 1,938 ua y acercarse hasta 1,795 ua. Su excentricidad es 0,038 y la inclinación orbital 18,28 grados. Emplea 931,603 días en completar una órbita alrededor del Sol.

## Características físicas
La magnitud absoluta de 2012 PB16 es 19.